# Česká Rybná
Česká Rybná település Csehországban, az Ústí nad Orlicí-i járásban. Česká Rybná Hejnice, Dlouhoňovice, Sopotnice és Záchlumí településekkel határos. Lakosainak száma 368 fő (2024. január 1.).

## Népesség
A település lakosságának változását az alábbi diagram mutatja:
| Lakosok száma | 885  | 970  | 798  | 624  | 403  | 376  | 393  | 387  | 369  | 368  |
|               | 1869 | 1890 | 1921 | 1950 | 1980 | 2001 | 2017 | 2019 | 2022 | 2024 |